# Pilar Sanjurjo
María del Pilar Sanjurjo Carro (Sada, La Coruña, 7 de noviembre de 1942-La Coruña, 6 de abril de 2022) fue una meteoróloga española, célebre por sus apariciones en televisión.

## Trayectoria profesional
Licenciada en 1968 en Ciencias Físicas por la Universidad de Madrid (actual Universidad Complutense de Madrid), tras haber recibido las enseñanzas de Física del Aire –entre otros, de Francisco Morán–, tomó la decisión de opositar a una de las 10 plazas de meteorólogos del SMN que se ofertaron en noviembre de ese año. 
Fue junto a Dolores Parra, la primera mujer en acceder a la condición de funcionaria del Cuerpo Facultativo de Meteorólogos del entonces Servicio Meteorológico Nacional (SMN), la actual AEMET, tras la Guerra civil española, el 8 de julio de 1969. Al ser segunda en su promoción, tuvo la opción de elegir buenos destinos y tuvo la oportunidad de regresar a su tierra, ya que una de las plazas a las que podía optar era en la Escuela Naval de Marín, en Pontevedra, pero tal y como señaló en 2006, nada más jubilarse, en una extensa entrevista que concedió a la RAM: «existió cierta presión, por ser mujer, para que no pidiera (dicha plaza) como era mi deseo y fue ocupada por un compañero que iba detrás de mí en la orden de petición». Por lo que al final su primer destino fue el departamento de meteorología del Aeropuerto del Prat de Barcelona (1971-1972).
Considerada la primera mujer en España en presentar la información meteorológica en la pequeña pantalla, sus apariciones en televisión se remontan a verano de 1968, cuando durante unas vacaciones sustituyó al también meteorólogo Eugenio Martín Rubio, en los Servicios Informativos de TVE.
En 1970 siguió en Madrid, realizando el curso de Meteorólogos en la sede central de la Ciudad Universitaria, donde recibió clases de Mariano Medina y de Carlos Zabaleta, quien le inculcó el interés por la meteorología marítima. Durante esa etapa intervenía a demanda en TVE tanto para cubrir las bajas, previstas o imprevistas, así como las vacaciones de los hermanos Medina y de Martín Rubio. En 1971 ocupó su plaza de Barcelona, lo que no le impidió seguir interviniendo cada cierto tiempo en televisión, llevando a cabo los directos desde los antiguos estudios de Miramar de TVE, en Montjüic. Al año siguiente, por sugerencia de su jefe Mariano Medina, que por aquel entonces era el Jefe del Centro de Análisis y Predicción (CAP) del SMN, abandonó Barcelona y se fue a Madrid. Medina le encomendó los ensayos de los modelos numéricos de predicción, en fase de desarrollo, si bien se incorporó a una plaza en la sección de Meteorología Marítima que dirigía Zabaleta y dónde también trabajaba Antonio Naya.  
En 1974, Eugenio Martín Rubio salió de TVE y se incorporó a Iberia, donde había un departamento de Meteorología en Operaciones de Vuelo. Toharia pasó a presentar el tiempo del Telediario de la noche (21h00) y Pilar Sanjurjo se encargó del de madrugada. Cinco años más tarde, Toharia dejó TVE y Sanjurjo pasó a presentar el tiempo del Telediario de las 21h00 y también en la segunda cadena (UHF), hasta que como consecuencia de la aprobación de la Ley de Incompatibilidades del Personal al Servicio de las Administraciones Públicas (Ley 53/84), tuvo que elegir entre TVE y el INM –ya que durante los 16 años que Pilar Sanjurjo estuvo vinculada a RTVE, compaginó su trabajo en televisión con su labor en el CAP, centrada en la elaboración de predicciones marítimas, trabajando a turnos en la sala de predicción– eligiendo el INM, opción que también eligieron los hermanos Medina, por lo tanto, los tres abandonaron RTVE a principios de 1985. Después de salir de TVE, siguió trabajando en el CAP del entonces INM, ocupando la plaza de jefe de Turno hasta que se jubiló el 7 de junio de 2006, tras 38 años de trayectoria profesional.
Otro de los hitos de su carrera fue la participación en una expedición a la Antártida a bordo del rompehielos argentino Almirante Irizar, junto a Juan María Cisneros, Manuel Bañón y Félix Gutiérrez, para investigar sobre el agujero en la capa de ozono, en la Base Marambio, en enero de 1988. El lanzamiento de globos sonda para medir ozono estratosférico, fue el principal objetivo de aquella pionera campaña, que abrió el camino a las que siguieron después hasta el presente.